# عهدنامه قارص
عهدنامه قارص؛ عهدنامه‌ای بود که در ۱۳ اکتبر ۱۹۲۱ میلادی میان روسیه بلشویکی به رهبری ولادیمیر لنین و مجلس کبیر ملی ترکیه به رهبری مصطفی کمال آتاترک، با حضور نمایندگانی از جمهوری سوسیالیستی ارمنستان شوروی، جمهوری سوسیالیستی شوروی آذربایجان، جمهوری سوسیالیستی گرجستان شوروی در قارص بسته شد.

## تاریخ
از آنجایی که عهدنامه مسکو (۱۹۲۱) مابین روسیه بلشویکی و مجلس کبیر ملی ترکیه بدون حضور کشورهای قفقاز جنوبی به امضاء رسیده بود، ترکیه نگران ادعاهای آتی ارمنستان در خصوص شش ولایت ارمنی ترکیه بود لذا به درخواست دولت ترکیه این پیمان مجدداً در ۱۳ اکتبر ۱۹۲۱ میلادی بین نمایندگان جمهوری سوسیالیستی ارمنستان شوروی، جمهوری سوسیالیستی شوروی آذربایجان، جمهوری سوسیالیستی گرجستان شوروی در شهر قارص به انضمام تغیرات اندک و الحاقیه‌هایی به امضاء رسید که به پیمان قارص معروف شد.
مطابق تغییراتی که معاهده قارص در مفاد معاهده مسکو به وجود آورد و الحاقیه‌های منضم به آن:
(باتومی به دو بخش تقسیم شد. بخش شمالی آن با شهر بندری باتومی که جزء ارمنستان تاریخی به حساب می‌آمد به‌طور غیرقانونی به گرجستان واگذار شد. بخش جنوبی با شهر آرتوین به ترکیه ملحق گردید. توافق شد که نیمه شمالی باتومی در درون مرزهای گرجستان دارای خودمختاری باشد. ترکیه همچنین ترانزیت آزاد کالا و امتعه را از طریق بندر باتومی به بخش جنوبی و بالعکس را بدون دریافت حقوق و عوارض گمرکی تضمین کرد، همچنین ترکیه به موجب این قرارداد حق استفاده از بندر باتومی بدون پرداخت حقوق خاص گمرکی را به دست آورد)
این قرارداد مرز تازه‌ای بین ترکیه با ارمنستان شوروی در ناحیه آخوریان و رودخانه ارس ترسیم کرد، به این نحو که ترکیه اراضی بیشتری نسبت به معاهده مسکو در کرانه شمال غربی ارس به دست آورد که شامل قصبات و مناطق کوه آرارات، سورمالو و شهرهای ایغدیر و توزلوجا بود. حاکمیت ترکیه بر شهرهای آنی (شهر باستانی) و اردهان که در معاهده مسکو به آن تصریح شده بود در معاهده قارص همچنان تثبیت شد. استقلال داخلی ولایت نخجوان تحت عنوان جمهوری خودمختار سوسیالیستی نخجوان در داخل مرزهای جمهوری شوروی آذربایجان به رسمیت شناخته شد و شوروی و ترکیه مشترکاً خودمختاری نخجوان را تضمین کردند. بیشتر این اراضی که تحت کنترل نظامیان کمالیست بود با عقد این قرارداد رسماً بخش اعظم نیمه شرقی قلمروی ترکیه را تشکیل دادند. در طول مذاکرات، ژوزف استالین نقش تعیین‌کننده‌ای در انعقاد و تعیین محدوده جمهوری ارمنستان بازی کرد و عامل انتقال بخش‌هایی از اراضی ارمنستان به ترکیه شد.
بنا به نوشته کاظم قرابکر که به نمایندگی از طرف دولت آنکارا معاهده را امضاء کرد، چیچرین صدر کمیسر خارجی و کاراخان از اعضای قدرتمند حزب حاکم کمونیسم کوشیدند عهدنامه آلکساندروپل را ملغی کنند. آن‌ها به صراحت به حمایت از حقوق ارمنیان برخاستند و طرق جدیدی را برای مذاکره و انعقاد معاهده پیشنهاد کردند که البته با مخالفت مستقیم استالین رو به رو شدند؛ کسی که نزدیک‌ترین دوست لنین بود و شخص شماره دو روسیه بعد از لنین محسوب می‌شد.
علی فؤاد دیگر عضو هیئت مذاکره‌کننده ترکیه نیز می‌نویسد: «اگر مداخله استالین نبود شاید مذاکرات بسیار به درازا می‌کشید یا ما نمی‌توانستیم به نتایج مورد نظر دست یابیم.»
اعترافات اعضای هیئت ترکیه مبنی بر حمایت و جانب داری مقامات مسکو از دولت آنکارا نشانگر در پیش گرفتن سیاست نوظهور دولتمردان شوروی در مقابل دولت انقلابی آنکاراست. لنین به منظور جلب نظر دولت آنکارا سیاست حمایت آمیزی نسبت به تُرک‌ها در پیش گرفت، چراکه تصور می‌کرد ترکیه عن‌قریب دروازه‌های خود را به روی انقلاب بلشویکی خواهد گشود و به عنوان نخستین کشور مسلمان به اردوگاه سوسیالیسم خواهد پیوست. این پندار باعث شد لنین در مقابل واگذاری اراضی ارمنستان به تُرک‌ها، به وقوع انقلابی عظیم در ترکیه در آینده‌ای نزدیک امیدوار باشد. اتخاذ چنین سیاستی سبب شد هیئت تُرک با عقد قراردادی موفق و دستی نسبتاً پُر به نزد کمال آتاتورک در آنکارا برگردد. استالین با تبعیت از تصمیم لنین با اعمال مرزهای تحمیلی و درهم آمیزی اقوام، بذری را در سرزمین قفقاز افشاند که با گذشت سال‌ها هنوز این سیاست ویرانگر به عنوان بزرگ‌ترین منشأ مناقشات در قفقاز به حساب می‌آید.

## وضعیت حقوقی معاهده
به طوری که یکی از مفاد و بندهای کلی توافقنامه عادی سازی روابط ترکیه و ارمنستان در سال ۲۰۰۷ میلادی مورد پذیرش قرار دادن معاهده قارص از هر دو طرف یعنی ارمنستان و ترکیه بود.
از آنجایی که سه جمهوری قفقاز (ارمنستان، آذربایجان و گرجستان) در زمان امضای این پیمان کشورهای مستقلی نبودند، این معاهده وجاهت بین‌المللی ندارد. مطابق مواد دوازده، سیزده و چهارده کنوانسیون وین اصل حاکمیت دولت‌ها به عنوان اساس در نظر گرفته و آن را در قالب استقلال اراده دولت‌ها تبلور می‌بخشد. این شرط در مورد هیچ‌یک از کشورهای امضاءکننده پیمان در آن مقطع زمانی مصداق ندارد.
مبنای این پیمان عهدنامه مسکو (۱۹۲۱) است که میان دولت شورایی روسیه فدراتیو سوسیالیستی (بلشویک‌ها)، و مجلس کبیر ملی ترکیه منعقد شده است. ذیل ماده دوم پیمان ۱۹۲۱ قارص آمده است که منظور از ترکیه؛ سرزمینی است که در میثاق ملی مصوبه مجلس عثمانی در ۲۸ ژانویه ۱۹۲۰ میلادی تعریف شده است. در میثاق ملی سال ۱۹۲۰ از مناطقی مانند موصل نامبرده شده است که امروز در خارج از مرزهای ترکیه و در قلمروی عراق قرار دارد. قابل ذکر است که در میثاق ملی ذکری از منطقه ایغدیر نرفته است، زیرا که این منطقه هرگز در مرزهای عثمانی قرار نداشته است.

## موارد ادعایی در خصوص نقض معاهده
مطابق بند پنج و الحاقیهٔ شمارهٔ سه این پیمان، منطقهٔ نخجوان تحت نظارت جمهوری آذربایجان شوروی قرار گرفت؛ اما به هیچ‌وجه بر حمایت ترکیه از نخجوان تأکید نشده است. در اصل این ایده در مذاکرات سال ۱۹۲۱ مسکو مطرح شد. در ۱۰ مارس سال ۱۹۲۱ هیئتی که از جانب تُرک‌ها در کمیسیون سیاسی حضور یافته بود این موضوع را مطرح می‌کند که چون ساکنان نخجوان خود از ارتش ترکیه دعوت به عمل آورده‌اند، پس نخجوان تحت حمایت ترکیه قرار دارد، ولی با وجود این ترکیه آمادگی دارد تا این وظیفه را به جمهوری آذربایجان منتقل کند با این شرط که آن را به طرف سومی منتقل نکند.در نتیجه مبنای ادعای ترکیه در خصوص نخجوان، حضور سربازان این کشور در این منطقه بوده است؛ در حالی که به استناد ماده ۳۴ کنوانسیون وین: «مقررات یک معاهده در صورتی برای یک کشور سوم ایجاد تعهد می‌نماید که قصد طرف‌های معاهده بر ایجاد تعهد برای آن کشور از طریق مقررات مزبور باشد و کشور سوم کتباً و به‌طور صریح آن را بپذیرد.»
تحت‌الحمایگی نخجوان توسط ترکیه از سوی هیئت روسی در آن زمان ثبت و سپس رد شده است. در صورتجلسات این مذاکرات آمده است، هیئت روسی نمی‌تواند شرط ترکیه در مورد انتقال حمایت را بپذیرد، زیرا عهدنامه آلکساندروپل به قوت خود باقی است و دعوت ساکنان این منطقه از ارتش ترکیه نیز جنبهٔ قانونی نداشته است، پس نمی‌تواند مبنایی برای این حمایت تلقی شود. قابل ذکر است که مفاد پیمان‌های قارص و مسکو در خصوص مسئله نخجوان با یکدیگر تفاوت دارند. در بند سوم پیمان سال ۱۹۲۱ مسکو آمده است که دو طرف در این موضوع توافق دارند که نخجوان واحدی خودمختار و تحت حمایت جمهوری شوروی آذربایجان است با این شرط که جمهوری شوروی آذربایجان وظیفه حمایتی خود را به طرف سوم منتقل نکند؛ ولی در بند پنجم پیمان سال ۱۹۲۱ قارص تأکید شده است که دولت ترکیه و دولت آذربایجان شوروی توافق می‌نمایند تا براساس مرزهای ترسیم شده در ضمیمه سوم این پیمان قلمروی خودمختار نخجوان تحت قیمومیت جمهوری شوروی آذربایجان تأسیس شود.
بدین ترتیب در پیمان‌های سال ۱۹۲۱ مسکو و قارص هیچ اشاره‌ای در مورد حق حمایت ترکیه نسبت به نخجوان وجود ندارد؛ همچنین در پیمان قارص شرطی برای عدم انتقال منطقه نخجوان به طرف سوم گنجانده نشده است. مضاف براینها در سال ۱۹۹۱ میلادی هنگامی که جمهوری آذربایجان اعلام استقلال نمود هم‌زمان اعلام کرد که وارث حقوقی جمهوری آذربایجان شوروی نبوده و وارث جمهوری آذربایجان در فاصله سال‌های ۱۹۱۸ تا ۱۹۱۰ میلادی است. پس جمهوری آذربایجان از پذیرش پیمان نامه قارص خودداری نموده است.
ماده هفده این پیمان کاملاً از طرف ترکیه نقض می‌شود، زیرا مرزها بسته شده‌اند، ارتباط ریلی وجود ندارد، ترکیه؛ ارمنستان را به محاصره درآورده و میان دو کشور روابط تجاری رسمی برقرار نیست. در ۹ ژوئن ۱۹۲۲ میلادی طرفین پیمان قارص کنوانسیونی در مورد ارتباطات ریلی منعقد کرده‌اند که امروز از سوی ترکیه اجرا نمی‌شود. این کنوانسیون براساس پیمان سال ۱۹۲۱ میلادی قارص منعقد شده است.